# Coloburella zangherii
Coloburella zangherii is een springstaartensoort uit de familie van de Isotomidae. De wetenschappelijke naam van de soort is voor het eerst geldig gepubliceerd in 1924 door Denis.